# Kerredine Soltani
 (février 2022).
La mise en forme du texte ne suit pas les recommandations de Wikipédia : il faut le « wikifier ».
Les points d'amélioration suivants sont les cas les plus fréquents. Le détail des points à revoir est peut-être précisé sur la page de discussion.
- Les titres sont pré-formatés par le logiciel. Ils ne sont ni en capitales, ni en gras.
- Le texte ne doit pas être écrit en capitales (les noms de famille non plus), ni en gras, ni en italique, ni en « petit »…
- Le gras n'est utilisé que pour surligner le titre de l'article dans l'introduction, une seule fois.
- L'italique est rarement utilisé : mots en langue étrangère, titres d'œuvres, noms de bateaux, etc.
- Les citations ne sont pas en italique mais en corps de texte normal. Elles sont entourées par des guillemets français : « et ».
- Les listes à puces sont à éviter, des paragraphes rédigés étant largement préférés. Les tableaux sont à réserver à la présentation de données structurées (résultats, etc.).
- Les appels de note de bas de page (petits chiffres en exposant, introduits par l'outil «  Source ») sont à placer entre la fin de phrase et le point final[comme ça].
- Les liens internes (vers d'autres articles de Wikipédia) sont à choisir avec parcimonie. Créez des liens vers des articles approfondissant le sujet. Les termes génériques sans rapport avec le sujet sont à éviter, ainsi que les répétitions de liens vers un même terme.
- Les liens externes sont à placer uniquement dans une section « Liens externes », à la fin de l'article. Ces liens sont à choisir avec parcimonie suivant les règles définies. Si un lien sert de source à l'article, son insertion dans le texte est à faire par les notes de bas de page.
- La présentation des références doit suivre les conventions bibliographiques. Il est recommandé d'utiliser les modèles {{Ouvrage}}, {{Chapitre}}, {{Article}}, {{Lien web}} et/ou {{Bibliographie}}. Le mode d'édition visuel peut mettre en forme automatiquement les références.
- Insérer une infobox (cadre d'informations à droite) n'est pas obligatoire pour parachever la mise en page.

Pour une aide détaillée, merci de consulter Aide:Wikification.
Si vous pensez que ces points ont été résolus, vous pouvez retirer ce bandeau et améliorer la mise en forme d'un autre article.
Pour les articles homonymes, voir Soltani.
Kerredine Soltani, né le 8 septembre 1976à Argenteuil, est un chanteur, auteur-compositeur de musique, français. Il a remporté de nombreux prix dont une Victoire de la musique et plusieurs grands prix Sacem dont le prix Export pour avoir écrit et composé les chansons françaises les plus diffusées dans le monde
Ses chansons font partie du programme d'études de plusieurs universités à travers le monde, dont l'université de Stanford aux États-Unis.

## Biographie

### Début de carrière
Avant de faire de la musique son métier Kerredine Soltani écume les petits jobs (le marché d'Argenteuil dès 8 ans après l'école, du ménage à 16 ans, de l'accueil en magasin 18 ans ou en centre d'appels) puis rentre au ministère de la Culture à 19 ans pour faire de la saisie informatique .
Très vite on lui donnera des responsabilités. Il  sera chargé à 22 ans de plusieurs missions événementielles importantes pour le Ministère de la Culture et pour la Présidence de la République,. Par la suite il devient chargé de promotion dans le cinéma dès 24 ans  puis montera à 26 ans sa propre agence de comédiens spécialisée en doublage et en pub télé, (pour Mac Do, Eurosport, Ford, cinéma, FFF...)

### Interprète
Interprète  dès l'âge de 12 ans, compositeur à 14 ans, Kerredine Soltani sort à 18 ans son premier single avec des copains de sa cité "La Mélodie t'entraîne" (NAD, Charles Talar/Pomme Music/ Sony Music), qui sera diffusé en boucle sur NRJ et Voltage FM entre autres.
En 2012, il signe un contrat d'artiste avec Thierry Chassagne chez Warner Music et sors 2  albums solo, avec des chansons engagées, teintées de jazz manouche avec son groupe " les mecs d'Oberkampf" ainsi que le single Fils de la bohème (chanson de l'été sur France2), puis signe en édition Chez Because.
Il sera joué par les grandes radios nationales France Bleu, RFM, MFM, VIRGIN RADIO, CHANTE FRANCE, Beur FM, TSF Jazz, RTL...et publié dans la presse par Le Parisien, Midi Libre L'Express, GQ, Paris Match, Libération, Midi Libre, Le Figaro et en Télé, M6, France TV, Drucker, JT...
En 2014, il sort les single, Dandy Chic, puis #PleurePas en février 2015, issu de son second album Bandit Chic à venir.
Le 8 janvier 2016, il sort le clip du Verlan (remix 2016) avec ses amis Gad Elmaleh, Sofia Essaidi, Tony Saint Laurent, Tewfik Jalab, Phil Darwins, Élodie Suigo, Guillaume Le Beillan et Moha
En 2019 il tourne le clip " Nos rêves d'enfants" à Argenteuil avec 30 jeunes de cité au violon et sort un EP " Héritier" en 2021 qu'il offre à son public et où il se confit sur sa vie familiale, puis enchaîne en 2022 avec album conceptuel signé chez Universal Music et le label Polydor "Ma Cité Va Chanter" (où il invite 20 jeunes de cités venus de toute la France à reprendre les plus grandes chansons françaises remixés par des rappeurs du moment).

### Chanteur auteur-compositeur qui aide les jeunes talents
En 2005, il signe un contrat pour développer son catalogue éditorial en collaboration avec  Sony ATV.
Kerredine Soltani aide plusieurs jeunes artistes alors inconnus à émerger en leur écrivant leurs chansons qui les feront signer dans différents labels.
La plus connue d'entre eux est la chanteuse Zaz, qu'il signera en coproduction avec le label indépendant de ses amis Sébastien Duclos et Julien Guodin, Play On. Il lui écrit entre autres ses plus gros succès mondiaux dont le tube Je Veux, ( plus d'un milliard de vue sur Youtube)  dont  les ventes d'album physique atteignent 2 500 000 exemplaires[source insuffisante] et disque d'or dans plus de 50 pays. Son premier album, Zaz, est certifié « quintuple disque de diamant ». Kerredine Soltani récidive et lui offre son 2e gros succès avec On ira pour son second album Recto verso, sorti en 2013 vendu à 1 500 000 d'albums physique.
Il compose, écrit, produit et édite notamment pour les projets de Calema, Solaar, Cephaz Syn, Floran, Synapson, Tessa B, Lorie, Tiken Jah Fakoly, Valentin Marceau, Janie, Eilijah, Amélie Piovoso, Sofia Gon's, Léna Luce, Digital, Caroline Costa, Laam, Judith, Élisa Tovati TalDilomé , Mennel , Amel Bent, Xavier Matéu, Mourad, Najet Ounis, Louise et Louise, Amina Fathet, Gianna Nannini. Kendji Girac,dont l'album se vendra à 1 500 000 en physique[réf. nécessaire]. En 10 ans il a contribué à la vente de 10 millions d'albums en physique.

### Télévision
En 2012, sa chanson Fils de la bohème devient le tube de l'été de France 2[réf. nécessaire]. La chaîne France 2, en 2012, produit la chanson Fils de la Bohème tournée à Bali avec l'association qui soutient la scolarité des enfants défavorisés. Le clip est diffusé en programme court sur la chaine durant l'été[réf. nécessaire].

### Vidéoclips de Kerredine
1. Héritier 2022
2. Tout est dans la tête 2022
3. Sidi Valenrtin 2021
4. Où sont les hommes, 2021
5. Première ligne, 2021
6. Le Visage Basané, 2020
7. Nos rêves d'enfants, 2020
8. Le Verlan[11], 2016
9. Pleure pas[12], 2016
10. Dandy Chic[13], 2014
11. Le Verlan, 2013
12. Emmène-moi[14], 2013
13. Et si demain[15], 2013
14. En temps de crise, 2012
15. Fils de la Bohème[16], 2012
16. J'veux m'intégrer, 2012

## Engagement
Pour la promotion de son premier album en tant que chanteur, Kerredine Soltani lance la web-série Kerredine candidat pour 2012 dans laquelle apparaissent des artistes tels que Zaz, Tal, Sofia Essaïdi, Mathilda May, Jade Foret, Fred Musa, Mickaël Miro et le député et ancien ministre de la Culture, Jack Lang. Sa chanson J'veux m'intégrer critique la politique du gouvernement français en matière d'immigration, et de stigmatisation d'une jeunesse française d'origine étrangère.
Il intervient assez régulièrement dans les lycées et universités pour raconter son parcours auprès des étudiants[réf. nécessaire] lors de showcase. Il est invité régulièrement à donner des concerts conférence  dans les facultés et universités à l'université Stanford où ses chansons sont étudiées dans le cadre des cours de français enseignés.

## Récompenses
En 2011, le titre Je veux, écrit par Kerredine Soltani et composé par Tryss et lui-même, reçoit le prix de la « meilleure chanson originale de l'année » aux Victoires de la musique.
En 2011, Grand Prix de l'Académie Charles-Cros
En 2011, 2012, 2013, 2014 , nommé avec ZAZ au NMA  
En 2012, 2013, 2014, 2015, nommé avec ZAZ aux Victoires de La Musique 
En 2012, Victoire de la chanson de l'année France Télé 
En 2013 ,European Border Breakers Award
En novembre 2012, il reçoit le « prix Rolf Marbot de la chanson de l'année » lui est décerné lors de la cérémonie des Grand prix Sacem.
En 2013, il remporte le prix Sacem du répertoire de musique française le plus écouté dans le monde[réf. nécessaire].
En 2015, Echo Awards

## Discographie

### Albums
1996
- D.F., La mélodie t'entraîne, Pomme Music

1997
- D.F., La haine ne résout pas la haine, Pomme Music

2001
- BO du film Gunblast Vodka

2003
- Digital, Monte le son DJ, Warner Music France (300 000 singles)

2004
- Eilijah, Question de Feeling, Polydor
- Lââm, Lââm, Sony Music

2008
- Sofia Gon's, Comme avant, Sony Music

2010
- Zaz, Je veux (auteur compositeur du single disque d'or dans trente pays)
- Zaz, Zaz l'album, Play On (2 300 000 albums vendus dans le monde)
- Judith, Te passe pas de moi, Warner Music (top 10 Air play)

2011
- Leïla Meyn, Au lieu d'mater..., M6 Music
- Élisa Tovati, Le Syndrome de Peter Pan, Play On
- Elisa Tovati, Ex Princesse
- Elisa Tovati , Ciel Grigri
- Caroline Costa, Comment vivre sans toi (plus de 40 millions streams) EMI
- Caroline Costa, On a beau dire
- Caroline Costa, Toi et moi
- Caroline Costa, J'irai

2012
- Slaï feat Leilla Meyn, Play On
- Lena Luce, Metropolitaine, Mymajorcompangny
- Valentin Marceau, Play On
- Lea Zeliah
- TAL, Warner Music France (300 000 albums vendus)
- Amelia Piovoso, Donne-moi, JandCo
- Kerredine Soltani, Fils de la Bohême, Warner Music France
- Gianna Nannini

2013
- Zaz, On ira, Play On
- Zaz Album recto Verso (1 500 000 Albums)
- Élisa Tovati, Play On

2014
- Kerredine Soltani, Bandit Chic, Warner Music France
- Amélia Piovoso, JandCo
- Kendji , Toi et moi
- Kendji, Gentleman
- Kendji, Viens chez nous
- Kendji Girac, Mercury, (1 600 000 albums vendus)

2015
- Kerredine, #Pleurepas, Warner Music France

2016
- Kerredine, Le Verlan Remix (Because Music)
- Synapson feat Tessa B[23] blade down (éditeur, Parlophone)
- BO film La Pièce " parigot"

2017
Louise et Louise "Comme un bolide"
Lorie Pester. Album

2018
Amel Bent, Si on te demande
Tiken Jah Fakoly
Tiken Jah Fakoly
Tiken Jah Fakoly
Xavier Metheu, Regarde

2019
Dilome , Fais de moi
Najet, Je t'entends plus
Menel, Je pars mais je t'aime

2020
Dilome, Ma Melancolie
Dilome , Sors moi de là
Kerredine; Nos rêves d'enfants
Kerredine, Le visage basané

2021
Kerredine, Première ligne
Kerredine, Où sont les hommes
Najet, D'une seule voix
Mourad , Dans mon hall
Mourad, Main dans la main
Mourad, Ma cité

2022
Kerredine EP, Héritier
Kerredine et groupe, Ma Cite Va Chanter